# Queens of structure
Queens of Structure est une initiative allemande lancée en 2021 qui met en lumière les parcours et réalisations de femmes ingénieures en structure, un secteur historiquement masculin. Le projet se matérialise par une exposition itinérante et des conférences.

## Historique
L’exposition naît en Allemagne en 2021 et présente les portraits et projets de plusieurs ingénieures civiles, valorisant leur créativité, leur expertise technique et leur capacité à relever les défis du métier,,. Elle circule dans plusieurs villes, notamment devant la Technische Universität München (TUM), accompagnée de conférences et de discussions publiques favorisant le dialogue intergénérationnel sur la place des femmes dans l’ingénierie,.
En 2025, une version francophone de l’exposition, adaptée par la chercheuse Maléna Bastien Masse, est installée sur la place Ada Lovelace de l’EPFL à Lausanne. Elle comprend de nouveaux portraits, dont ceux de trois alumnae de l’EPFL, illustrant la diversité des parcours et des spécialités : rénovation de monuments historiques, sécurité des barrages, mobilité douce, et grands ouvrages d’art à l’international. L’exposition s’accompagne de conférences, notamment avec Agnès Weilandt, et de rencontres visant à promouvoir les rôles modèles féminins dans le génie civil.

## Objectifs
Le projet vise à accroître la visibilité des femmes dans le génie civil, à déconstruire les stéréotypes et à encourager les jeunes filles à s’identifier à des modèles féminins. Il organise des tables rondes, des podcasts, des conférences et des discussions publiques pour sensibiliser le public et les professionnels. L’initiative favorise également le réseautage et le mentorat entre ingénieures confirmées et jeunes talents.

## Galerie

Exposition francophone sur la place Ada Lovelace
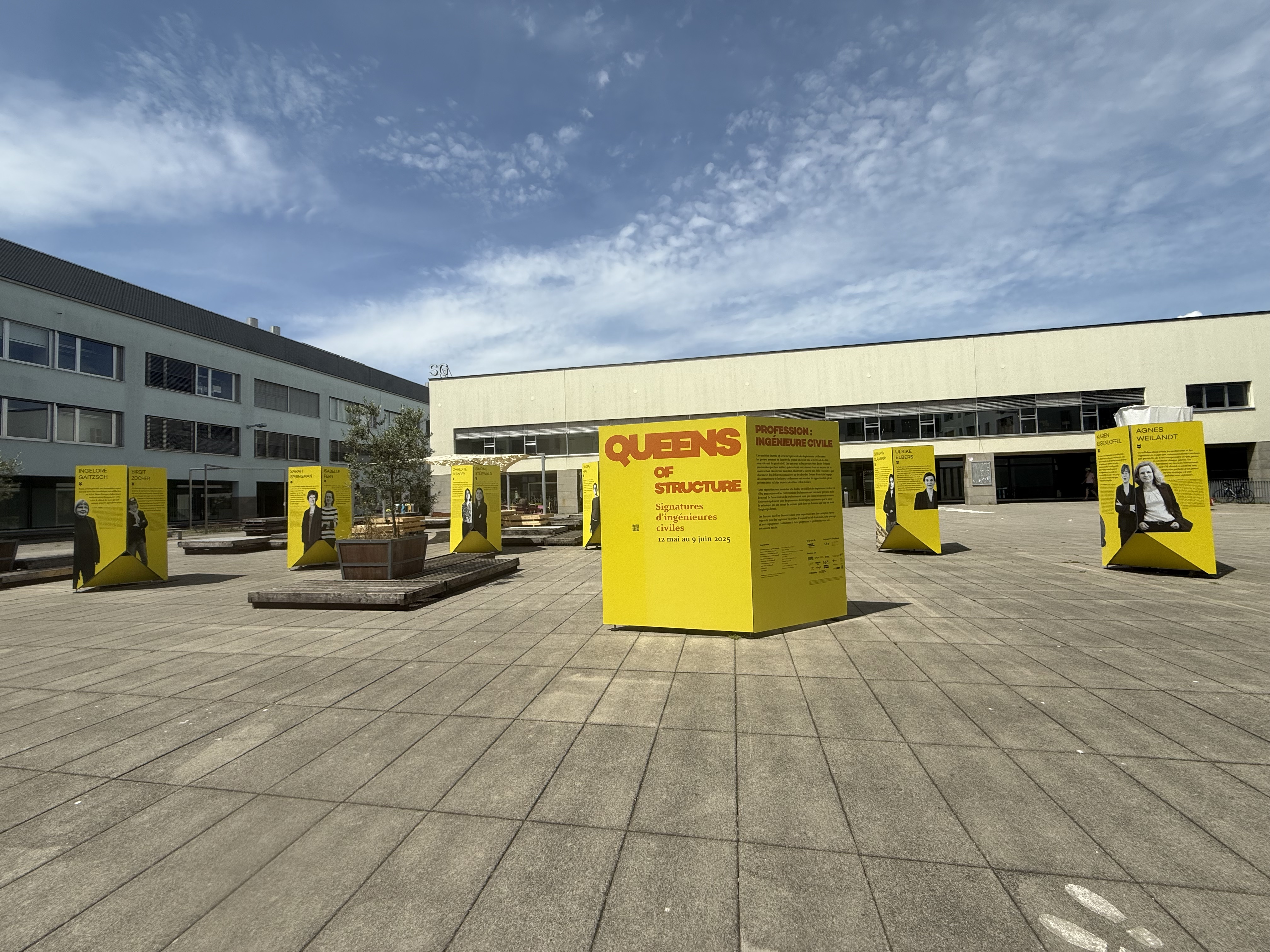
Exposition sur la place Ada Lovelace
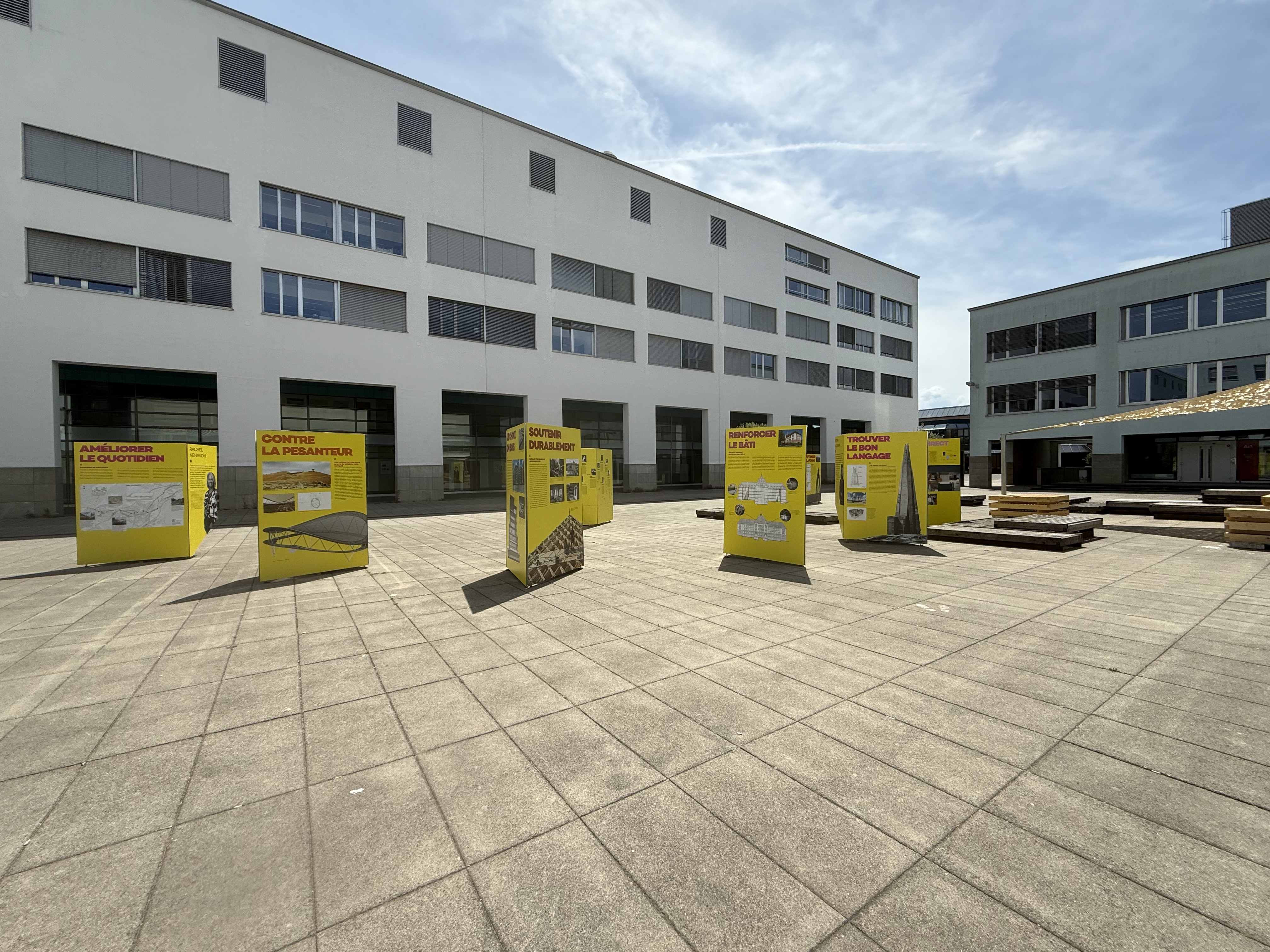
Exposition francophone

## Les pionnières
- Elfriede Tungl[11]
- Sarah Guppy,
- Emily Warren Roebling
- Nora Stantan Blatch Barney
- Dorothy Donaldson Buchanan
- Martha Schneider-Bürger
- Sonja Lapajne Oblak
- Mary Isolen Fergusson
- Marilyne Jorgenson Reece.